# Dieter Grau

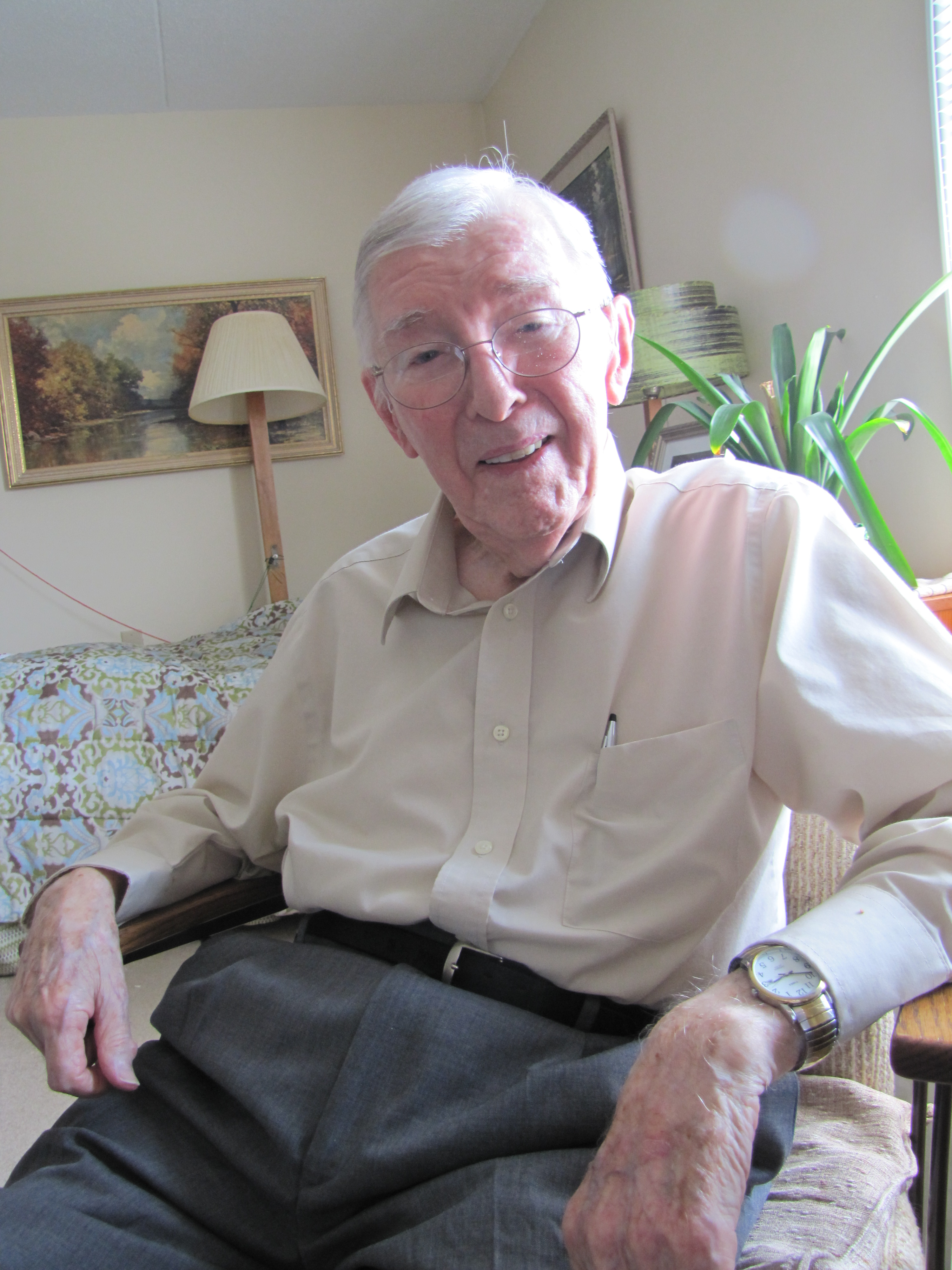
Dieter Grau in 2010

Dieter Grau (Berlijn, 24 april 1913 – Huntsville, 17 december 2014) was een Duits-Amerikaans wetenschapper  die in het team van Wernher von Braun werkte.

## Biografie

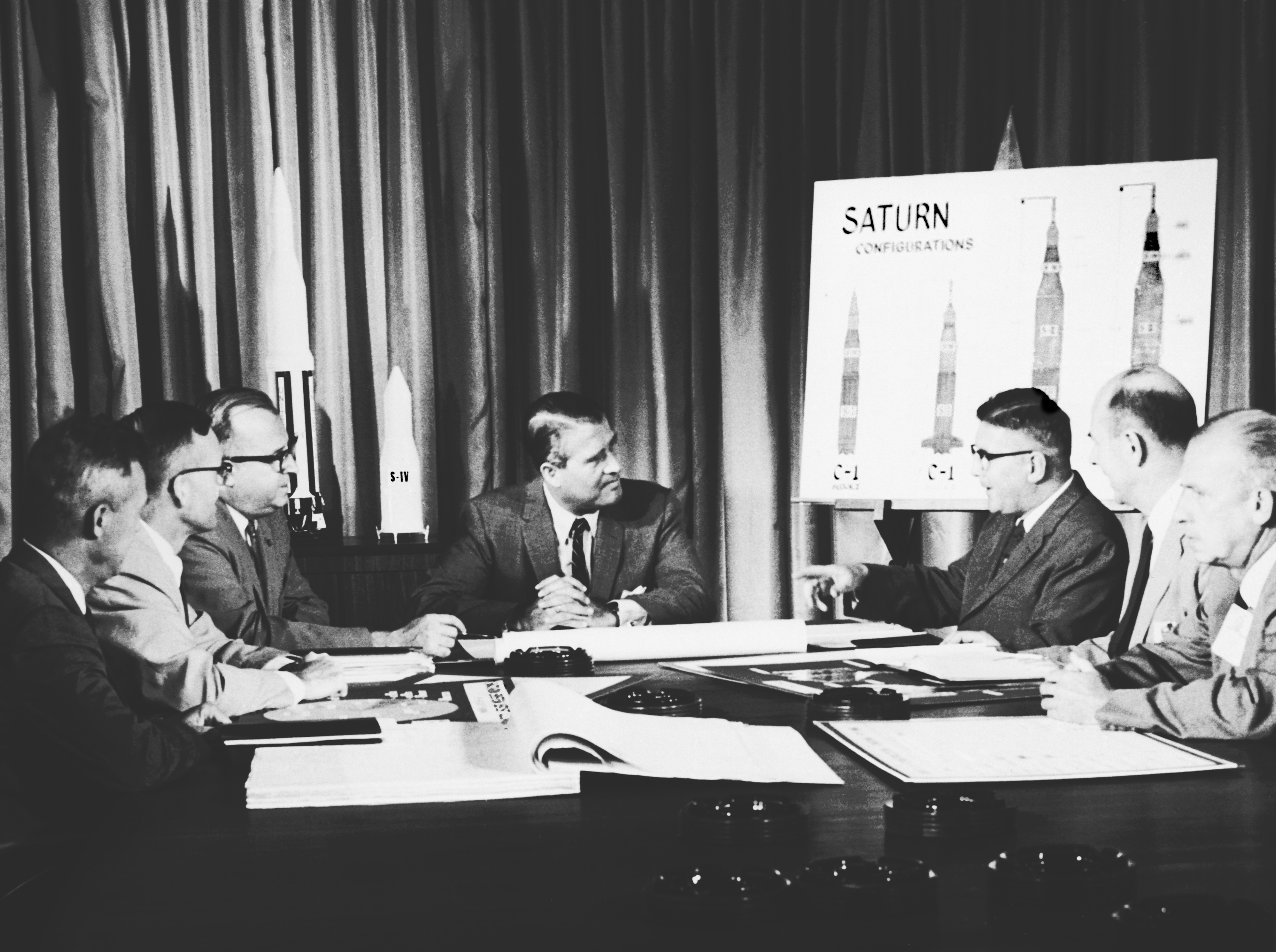
Von Brauns team. Grau zit rechts van het midden (1961)

Tussen 1939 en 1945 werkte hij aan de V2-raket in Peenemünde. Hij behoorde tot de Duitse wetenschappers die in het kader van Operatie Paperclip naar de Verenigde Staten werden overgebracht. Hij werkte daar aanvankelijk in Fort Bliss, en vervolgens in White Sands waar V2-raketten werden getest die van uit Duitsland verscheepte onderdelen waren geassembleerd. Daarna zette hij zijn werk voort in Redstone Arsenal en vanaf 1950 in het Marshall Space Flight Center van NASA. Hij was verantwoordelijk voor de kwaliteitscontrole van de Saturnus I en Saturnus V-raket.
Eind 2014 overleed Grau op 101-jarige leeftijd in de Verenigde Staten.